# Чибий (посёлок)
Чибий — посёлок в Северском районе Краснодарского края. Входит в состав Калужского сельского поселения. Назван по одноимённой реке

## География
Посёлок Чибий расположен севернее хребта Пшаф, между реками Большой Чибий и Илин (Илич), в окружении лесных массивов. Посёлок является одним из пунктов туристических маршрутов по Краснодарскому краю.
Посёлок Чибий находится в 14 км от федеральной трассы «Дон» (гравийная дорога), в 7 км от станицы Калужской. Посёлок связан автобусным сообщением с Краснодаром и другими населёнными пунктами.

## Население
| 2002 | 2010 |
| ---- | ---- |
| 58   | ↘30  |

Постоянное население посёлка составляет 70 человек (2007). Также есть и сезонные жители.

## Достопримечательности
- Рядом с посёлком установлен памятник бойцам, защищавшим Кавказ во время Великой Отечественной войны.
- В 4 км от посёлка, близ истока реки Большой Чибий, находится ущелье Волчьи Ворота.